# Ichthydium crassum
Ichthydium crassum is een buikharige uit de familie Chaetonotidae. Het dier komt uit het geslacht Ichthydium. Ichthydium crassum werd in 1905 voor het eerst wetenschappelijk beschreven door Daday. 